# الحرام (فلم)
الحرام فيلم دراما مصري من إنتاج سنة 1965، قصه يوسف إدريس، وإخراج هنري بركات وبطولة فاتن حمامة وعبد الله غيث وزكي رستم.
تم ترشيح الفيلم لنيل جائزة السعفة الذهبية لمهرجان كان السينمائي عام 1965، كما تم تصنيفه في المركز الخامس ضمن أفضل 100 فيلم في تاريخ السينما المصرية في استفتاء النقاد.

## قصة الفيلم
تعمل عزيزة وزوجها عبد الله ضمن عمال التراحيل، يصاب الزوج بالمرض الذي يقعده عن العمل، يشتاق الزوج ذات يوم إلى البطاطا فتذهب عزيزة لتقتلعها من الأرض، يفاجئها أحد شباب القرية فيعتدي عليها وتحمل وتنجح في إخفاء حملها عن الأعين، فمعروف أن علاقتها الزوجية معدومة بسبب مرض زوجها، وعندما تلد مولودها تخاف أن يفضحها صراخه فتقتله دون وعي وهي تحاول أن تسكته، تعود إلى العمل متحملة آلام جسدها.

## بطولة
- فاتن حمامة: (عزيزة)
- عبد الله غيث: (عبد الله)
- زكي رستم: (الناظر)
- حسن البارودي: (المعلم مسيحة الباشكاتب)
- عبد العليم خطاب: (الريس عرفه)
- كوثر العسال: (أم حسن)
- حسن مصطفى: (عبد المطلب)
- عبد السلام محمد: (دميان)
- محمد شوقي
- كوثر شفيق
- لطفي عبد الحميد
- محمد إدريس
- فادية عكاشة
- سامي سرحان: (صفوت)

## فريق العمل
- إخراج: هنري بركات
- قصة: يوسف إدريس
- سيناريو وحوار: سعد الدين وهبة
- إنتاج: منير رفلة
- توزيع: الشركة العامة لتوزيع وعرض الأفلام السينمائية
- مونتاج: رشيدة عبد السلام
- موسيقى تصويرية: سليمان جميل
- مدير التصوير: ضياء المهدي
- تم تصوير جميع مناظر الفيلم بأماكنها الطبيعية
- تم إعداد الفيلم بالشركة العامة لاستوديوهات السينما

## الجوائز
تم ترشيح الفيلم لنيل جائزة السعفة الذهبية لمهرجان كان السينمائي عام 1965، وبعد عرضه بالمهرجان أثار إعجاب النقاد والمشاهدين وتحدثت عنه أغلب الصحف.

## رأي النقاد
قال الناقد السينمائي حسن الحداد:

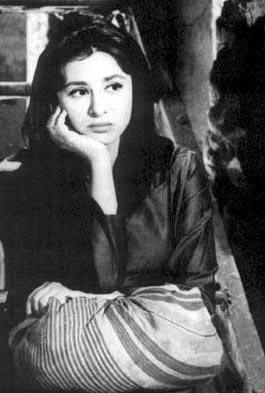

فيلم (الحرام ـ 1965) يعد نموذجاً بارزاً من بين أفضل نماذج السينما العربية، إنه حقاً فيلماً هاماً، استحق الترتيب الرابع في قائمة أفضل عشرة أفلام في تاريخ السينما المصرية، وذلك في إستفتاء مجلة «الفنون» المصرية عام 1984. وقد أتاح لبطلته «فاتن حمامة» بأن تقدم دوراً كبيراً وخالداً، وصلت به إلى مرتبة النجوم العالميين، تحت قيادة المخرج «هنري بركات»، ومن خلال دراما ملحمية كتب السيناريو والحوار لها «سعد الدين وهبة» عن قصة للأديب «يوسف إدريس».. دراما صادقة تعبر عن الواقع في الريف المصري، وتتحدث ـ ولأول مرة ـ عن شريحة اجتماعية معدمة من قاع السلم الاجتماعي، ألا وهي شريحة عمال التراحيل.
يحكي الفيلم عن عزيزة (فاتن حمامة)، تلك الفلاحة الفقيرة والتي تتحمل قدراً كبيراً من الضغوطات النفسية والاجتماعية والمعيشية، في سبيل إعاشة عائلتها.. إنه يحكي عن ذلك السقوط الأخلاقي.. سقوط «عزيزة».. سقوط يقع في إطار العلاقات السائدة في الريف، اقتصادية كانت أم اجتماعية.
إننا في هذا الفيلم أمام تراجيديا لذلك السقوط الأخلاقي.. تراجيديا لمأساة فردية، ولكنها ـ في نفس الوقت ـ وسيلة تعرض الواقع المحيط بهذه الشخصية وفرادتها، فالفيلم يتخذ منهجاً موضوعياً شاملاً عندما يضع مأساة بطلته في إطار ظروف مجتمعها المحيط بها، وذلك باعتبار أن الفن والأدب بشكل عام يتناول مصائر الأفراد كظواهر اجتماعية وليست حكايات ذاتية منعزلة عن الواقع.
أما بالنسبة للنواحي الفنية والجمالية في الفيلم، فقد وصل «بركات» إلى درجة عالية من الإتقان والقدرة على نقل الأحاسيس والتحكم في كل التفاصيل، كذلك اهتم كثيراً بالإيحاء والتعبير عن الواقعية كصوت وصورة، إلى حد إصراره على أن يتم التنفيذ على الطبيعة، من حيث التصوير وتسجيل الصوت أيضاً.. كما أنه في سبيل ذلك، زار عدة مناطق في الريف وأتاح لـ«فاتن حمامة» أن تختلط بالفلاحات للتعرف على أسلوب حياتهم ونوعية لباسهم ودراسة اللهجة الريفية وإجادتها.
ثم أن قيادة «بركات» لهذا الحشد الكبير من الممثلين والكومبارس، إضافة إلى فريقه الفني، قد أكد قدراته وإمكانياته في السيطرة التامة على مجمل العمل الفني.. فبالتسبة للتمثيل، فقد كان يمتاز بالطبيعية والتلقائية والبساطة، سواء كان بالنسبة للأدوار الرئيسية أو الثانوية أو حتى على مستوى المجاميع.. فقد كان في الفيلم، إضافة إلى «فاتن»، ممثلين كبار، أمثال: زكي رستم، عبد الله غيث، حسن البارودي، عبد العليم خطاب، عبد السلام محمد، حسن مصطفى، وغيرهم من عمالقة التمثيل المصري.
وهناك أيضاً التصوير، والذي ـ كما أشرنا ـ تم بأكمله في المواقع الطبيعية بعيداً عن أي ديكور مصطنع.. وقد نجح مدير التصوير «ضياء المهدي» في تقديم كادرات معبرة وتكوينات جمالية قوية، ساعده في ذلك اختياره الموفق لزوايا التصوير وحجم الكادرات. كما ساهمت الموسيقى التصويرية، إلى حد كبير، في التعبير الدرامي عن الأحداث وذلك باستخدام أنغام ريفية مناسبة، تعزفها آلات ريفية صميمة كالناي والأرغول والطبول، حيث أقنعنا مؤلف الموسيقى «سليمان جميل» فعلاً بملائمة هذه الآلات للتعبير عن أدق الأحاسيس والمشاعر.

## رأي النقاد الغربيين
كتب جورج سادول في جريدة «الآداب الفرنسية» بعد أن شاهد الفيلم في المهرجان: فيلم الحرام مفاجأة طيبة بعد ما اعتدنا أن نراه من الأفلام في المهرجانات السابقة... وقد كتبت عن الحرام قبل ذلك بعد أن عدت من رحلتي إلى مصر ولكني خشيت أن يكون إعجابي بالفيلم نتيجة لتأثري الشديد بما شاهدته هناك، وللقائي بالمخرج هنري بركات... إلا أنني بعد أن شاهدت الفيلم ثانية في المهرجان تأكدت من صحة رأيي، وأعتقد أنه يشاركني في ذلك نقاد كثيرون أعجبوا جميعا بالواقعية التي عرض بها الفيلم الحياة اليومية في القرية المصرية. وإن كان الفيلم طويلا بعض الشئ. إلا أني أعجبت بالتفاصيل التي تجعلنا نعيش مع أولئك الفلاحين في حياتهم الفعلية... الحرام قصة بدون مبالغة أو أنفعال... نقد اجتماعي بدون دعاية... مثل هذا الفيلم يجب أن ينال جوائز المهرجان... وأنا لا يهمني أن يكون الفيلم سكوب أو بالالوان وإنما يهمني الإحساس بالواقع.

## جريدة لوموند
كتبت جريدة لوموند الفرنسية عن الفيلم، وقالت:
لقد أثار فيلم الحرام للمخرج بركات اهتماماً خاصاً.. كان من الممكن لهذا الفيلم أن يكون مجرد فيلم ميلودرامي، إلا أن المخرج لم يقع في هذا الخطأ، لماذا؟ لأنه حافظ على الواقعية في الفيلم.. إنه يعطينا سجلاً للحياة اليومية في قرية صغيرة.. وتصوير البطلة يعكس باستمرار ما يعانيه هذا المجتمع، فهي رمز للمجموعة وهذا هو ما أعجبنا في الحرام.

## وصلات خارجية
- الحرام على موقع IMDb (الإنجليزية)
- الحرام على موقع الدهليز
- الحرام على موقع قاعدة بيانات الأفلام العربية
- الحرام على موقع ألو سيني (الفرنسية)
- الحرام على موقع فيلمافينيتي (الإسبانية)
- الحرام على موقع قاعدة بيانات الفيلم (الإنجليزية)
- الحرام على موقع ليتربوكسد (الإنجليزية)
- الحرام على موقع كينوبويسك (الروسية)
- صفحة الفيلم في قاعدة بيانات الأفلام العربية